# Ruś (województwo podlaskie)
Ruś – wieś w Polsce położona w województwie podlaskim, w powiecie łomżyńskim, w gminie Wizna. Leży nad Narwią.
Wierni kościoła rzymskokatolickiego należą do parafii św. Jana Chrzciciela w Wiznie.

## Historia
Dawniej prywatna wieś szlachecka Wierciszewo-Ruś położona w drugiej połowie XVI wieku w powiecie wiskim ziemi wiskiej województwa mazowieckiego. 
W latach 1921–1939 wieś leżała w województwie białostockim, w powiecie łomżyńskim, w gminie Bożejewo.
Według Powszechnego Spisu Ludności z 1921 roku wieś zamieszkiwało 136 osób w 20 budynkach mieszkalnych. Miejscowość należała do parafii rzymskokatolickiej w Wiźnie. Podlegała pod Sąd Grodzki i Okręgowy w Łomży; właściwy urząd pocztowy mieścił się w Wiźnie.
W wyniku napaści ZSRR na Polskę we wrześniu 1939 miejscowość znalazła się pod okupacją sowiecką. Od czerwca 1941 roku pod okupacją niemiecką. Od 22 lipca 1941 r.  do wyzwolenia włączona w skład okręgu białostockiego III Rzeszy.
W latach 1975–1998 miejscowość należała administracyjnie do województwa łomżyńskiego.
Na północ od wsi, przy ujściu Biebrzy do Narwi, na wysokiej krawędzi na prawym brzegu Biebrzy, znajduje się grodzisko, które powstało ok. XI w. i funkcjonowało do XIV w. Był tu niewielki gród o kształcie owalu długości 45 m i szerokości 25 m. Pełnił on funkcję strażniczą dwóch ważnych dróg wodnych, wspierając i osłaniając pobliski gród w Wiźnie.